# Olivia Carnegie-Brown
Olivia Frances Carnegie-Brown (Londres, 28 de marzo de 1991) es una deportista británica que compitió en remo.
Participó en los Juegos Olímpicos de Río de Janeiro 2016, obteniendo una medalla de plata en la prueba de ocho con timonel.
Ganó cuatro medallas en el Campeonato Europeo de Remo entre los años 2012 y 2016.

## Palmarés internacional
| Juegos Olímpicos   | Juegos Olímpicos        | Juegos Olímpicos  | Juegos Olímpicos |
| Año                | Lugar                   | Medalla           | Prueba           |
| ------------------ | ----------------------- | ----------------- | ---------------- |
| 2016               | Río de Janeiro (Brasil) | Medalla de plata  | Ocho con timonel |
| Campeonato Europeo |                         |                   |                  |
| Año                | Lugar                   | Medalla           | Prueba           |
| 2012               | Varese (Italia)         | Medalla de plata  | Dos sin timonel  |
| 2012               | Varese (Italia)         | Medalla de bronce | Ocho con timonel |
| 2014               | Belgrado (Serbia)       | Medalla de plata  | Ocho con timonel |
| 2016               | Brandeburgo (Alemania)  | Medalla de oro    | Ocho con timonel |